# ألاستير نورثيدج
ألاستير نورثيدج (بالإنجليزية: Alastair Northedge)‏ هو عالم آثار فرنسي ومؤرخ للفنون الإسلامية ولد عام 1949 من أصل بريطاني، وهو أستاذ الآثار الإسلامية في قسم "تاريخ الفن والآثار" بجامعة بانتيون سوربون.
يشتهر بحفرياته الأثرية في سامراء، وهو موقع عراقي يعود تاريخه إلى العصر العباسي الذي أدرج ضمن مواقع التراث العالمي لليونسكو لحماية مسجده الكبير ومدينته العربية القديمة.